# 脳機能マッピング
脳機能マッピング（のうきのうマッピング、英語: functional brain mapping あるいは brain mapping）とは、脳機能局在つまり脳の各部位がどのような働きをしているかを、あたかも脳を地図に見立てたかのように "マッピング" し、その結果から図などを作成することである。これにより脳の各部位ごとの機能を明らかにすることを目的とする。現在、多くの脳機能マッピングは大脳皮質を対象としている。
生物の中でも特にヒトについての脳機能マッピングは、他と区別してヒト脳機能マッピングと呼ばれることがある。また、脳の特定の部分ごとに大脳皮質マッピングなどと呼び分けたりもする。また、臨床の場では術前脳機能マッピング、術中脳機能マッピングの呼び分けもある。

## 歴史
20世紀前半までの黎明期においては、損傷脳の研究などでおおまかなマッピングが行われていた。現在では、様々な技術を用いて詳細な地図の作成が進行中である。
2024年10月2日の FlyWire Consortium にて、ショウジョウバエ（キイロショウジョウバエ）の幼虫の完全な脳機能の接続を示した神経回路の地図コネクトームが発表された。

## 手法
生体の脳機能の局在性を対象とし、脳の形を計測する手法と脳の活動をリアルタイムに調べる脳機能イメージングの手法の2つが中心となる。ただし、単一細胞レベルまで解像度を上げたい場合、ミリ秒台まで時間解像度を上げたい場合、被験者がすでに脳に損傷を持っている場合などは、侵襲的な方法などを用いることがある。

### 脳の形態の観察
神経細胞のマクロな状態と精神機能を対比する方法。脳の損傷と精神機能の損傷から脳の特定の部位の機能を直接推論する方法は、精神機能の「中枢」を推論するのに重要な手法となる。時間解像度はないに等しい。計測法には開頭のほかコンピュータ断層撮影（CT）、核磁気共鳴画像法（MRI）が用いられる。
脳病理学的手法
非侵襲的に脳の形が解析できなかった1980年代以前では、死後、脳解剖によって生前の情報と照らし合わせることで脳機能局在の推定が行われてきた。この問題点は、あくまでも機能局在を脳解剖所見と結びつけて研究する後方的脳機能研究であるという点である。
神経心理学的手法（損傷研究）
脳梗塞などで脳を限局的に損傷した患者の精神機能を調べることで、損傷部位における情報処理を推論する方法。基本的に患者の治療に付随するものであり実験的な操作はできないが、神経細胞の状態が大きく変化しているため重要な知見をもたらす。また神経の、局所的な冷却や、局所的に作用する毒物の注射によって神経を実験的に機能停止させる手法もある。これの神経心理学的手法は、頭部CT、脳MRIの開発に伴って直径1mm程度の病変が数多く見つかるようになり、精神機能障害が数多い病変のどれに起因するか簡単には推定できなくなっている。
脳画像MRI（健常脳研究）
従来の神経心理学的手法と異なる点は、脳の形態的MRIを詳細に解析することで、脳機能局在を推定する方法である。非侵襲的に脳の形が解析できるようになり、同一人物の脳の形を数年以上にわたって前方視的に研究することが可能になった。このため、個人の年齢の推移の伴う変化や日常生活に伴う脳変化なども研究の対象になっている。

### 神経細胞の直接観察
個々の神経細胞を直接調べる方法。空間解像度は申し分なく高いが、侵襲的であるため基本的には動物実験でのみ行われる。まれに脳外科手術を安全に行うための予備調査としてヒトで行われることもある。
微小電極法（単一細胞記録、複数細胞記録）
非常に細い電極を用い、個々の神経細胞の電位を直接測ることによって細胞の活動を記録する方法。一つの細胞の特性を高い時間解像度で記述できる。ただし生体内で行う場合は、計測している細胞の大まかな位置は分かるものの、細胞の形態や他の細胞との接続などを同時に測定することはほとんど不可能である。
染色、トレーサー（追跡子）
一つの細胞全体を染めることのできる染色や、細胞に取り込まれた後に軸索先端に運ばれるトレーサーを用いて、ある細胞がどの細胞に投射しているかを調べる方法。細胞活動は測定できないため、視細胞や脳幹の細胞など活動電位の表現している情報が比較的明確な細胞などを対象に行われることが多い。染色法やトレーサー物質の種類によっては、特定の神経伝達物質のみを測定することなども可能である。また、トレーサーを投与してから観測するまでの間、視細胞であれば目を塞ぐなどの方法で細胞の活動を変調させることで、細胞の活動が神経の接続に与える影響を、時間解像度は低いものの調べることが出来る。
変性法
神経細胞や神経線維を破壊することで、その細胞自身あるいはそれに接続する細胞の細胞死の痕跡を調べることで、神経細胞の接続を調べる方法。染色色素やトレーサーは多くの場合細胞体にしか与えられないが、変成法では軸索が集中している部分に対しても適用できる。ただし、正常な細胞の活動を観察しているわけではないので、接続を調べること以外への適用は難しい。

### 血流・代謝計測
脳内のグルコース代謝や血流量、血液中の酸化ヘモグロビンと脱酸化ヘモグロビンなどについて測定する手法。非侵襲的であり、一定の時空間解像度で脳活動を計測可能であることから、脳機能イメージングでは比較的よく用いられる手法である。時間解像度については、酸素代謝の測定では、数ミリ秒の時間解像度も可能になっているが、血液は血管を通じて拡散するため、血流を指標にすると空間的解像度に限界がおこる。このため、血流から脳内における情報処理順序の推定や接続関係について推論するのは難しい。また、脳血管として、太い動脈、静脈の影響を取り除いて、代謝に関係する毛細血管からの情報を得ることが困難である。
fMRI
核磁気共鳴計測する方法。反磁性体である酸素化ヘモグロビンは、MRIの信号として計測できないが、脳血流の増加に伴い常磁性体である脱酸素化ヘモグロビンの変化が起こりやすい静脈内の信号変化を計測する。通常はMRIによる脳断面図に重ね合わせて活動の局在性を調べる。時間的解像度はあまり高くない。空間的解像度は非侵襲的方法としてはやや高いものの、静脈の血液変化を調べることによる限界がある。また計測中は頭部を動かすことが出来ないほか、計測機器内に金属物が持ち込めないため、感覚刺激を与える方法が制限される。現在のところ、より太い静脈ほど信号変化を起こしやすく、磁場強度の高い装置でも毛細血管レベルの反応を検出することが難しい。しかし、比較的簡便である反面、得られる情報も多く、脳機能局在方法としては現在最も用いられている方法である。
単一光子放射断層撮影（SPECT）
血流を測定できる放射性同位体トレーサーを注射などで導入し、放射されるγ線を測定する方法。脳内で多く活動した部位では血流が増加すると仮定し、トレーサーの密な部分が集中的に活動したと推定する。時間的解像度は悪いために、目的とする毛細血管反応より静脈内反応が大量に混じりやすく、また外部ノイズにも気をつけなければならない。また、放射性物質を用いるので、低侵襲的ともいえる。
ポジトロン断層法（PET）
SPECTとほぼ同様の手法で、γ線を計測する。PETで用いられる同位体の崩壊ではまず陽電子が放出されそれが対消滅したとき正反対の方向に光子を放出するため、SPECTより精度の高い推定が可能である。血流だけでなく代謝も調べられる。ただしトレーサーを作るのにサイクロトロンが必要である。
近赤外線分光法（NIRS）
近赤外線領域の光を脳外から投射し、散乱・反射光を分光する方法。近赤外線が頭蓋骨を透過し、ヘモグロビンが酸素と結合した時としない時とで近赤外領域での吸光度が異なることを利用する。酸化ヘモグロビンと脱酸化ヘモグロビンの変化を別々に同時に計測できる利点がある。最近ではヘモグロビンの変化から毛細血管内の酸素動態も計測できるようになってきており、この方法では時間解像度は高い。光の反射・屈折経路を分離できず空間解像度は1-2cm程度となるが、活動マップと脳形態画像との重ね合わせが難しい。装置が小さく安価で、特別な電気シールドした部屋が必要なくランニングコストも低い。頭が比較的自由に動かせる利点もある。

### 電磁計測
神経細胞の情報伝達に伴う電位変化を大域的に測定する手法。高い時間解像度を持つものの、空間解像度は極めて低く、単独で脳機能局在を推定するのには向いていない。
脳磁図（MEG）
脳外で磁場の強さを測定する方法。神経細胞の活動に伴う電流から生じる磁場は非常に小さく、厳密に磁場をシールドした環境で行う必要があり、実験に用いる電子機器の使用も制限される。時間的解像度は比較的高く、磁場計測器を多数用いて磁場の発生源を推定することで一定の空間解像度を得ることも可能である。
脳電図（脳波）
頭皮などに電極を設置し電位を測る方法。それほど大掛かりな装置が必要な訳ではなく、高い時間解像度を持つが、空間的解像度は極めて低い上、筋電が混入しやすい。また特定の感覚的刺激を与えた後の信号のS/N比が非常に低い。開頭して脳表に電極を設置する硬膜下電極法もあるが、医療目的でのみ行われる。

### その他
増光剤撮影
細胞の活動によって起こる化学的変化に反応して光学的特性が変化する（例：水素イオン指数（pH）によって色が変わる、特定の神経伝達物質と結びつくと蛍光を発する）物質を用い、細胞の活動を光学的に記録しようとする手法。初期視覚野のハイパーコラムの直接観測では、膜電位感受性色素を用い、開頭した上で皮質表面を直接ビデオ撮影するという手法が用いられた。
経頭蓋的磁気刺激（TMS）
頭蓋骨外で非常に強力なパルス磁場を発生させ、脳に影響を与える方法。脳内で何が起きているかは定かではないが、磁場の変化から電磁誘導によって脳内に電流が流れ、それが神経細胞に直接影響を与えていると見られている。パルス磁場により知覚などの精神現象が引き起こされ、またパルス磁場を与える位置を変えることで生じる精神現象も変わることが知られている。空間的解像度はあまり高くない。開頭手術なしに神経細胞を刺激するほとんど唯一の方法である。侵襲的であることの直接的証拠はないものの強いパルス磁場を用いるため、健康状態によっては自覚的影響があると報告する被験者もいる。

## 研究手法の具体例
- ヒトの脳表を電気刺激し運動の経路を下行する電位変化を脊髄硬膜外腔から記録する運動誘発電位を用いての運動野マッピング（日大医学部）
- ヒトの硬膜下腔に1 - 2週間留置した電極を用いての言語をはじめとする高次脳機能のマッピング
- 脳腫瘍の摘出手術のある段階において、患者を一時覚醒状態とし（だが苦痛を与えない方法をとりながら）、 皮質下白質線維のマッピング

## 臨床での活用
脳神経外科の手術において、病変が運動野や言語野といった機能的に重要な部分に存在する場合には、その摘出が非常に困難となるが、こうした場合などでも、脳機能マッピング（特に大脳皮質マッピング）は、機能野の位置を明確に同定し病変との関係を明らかにすることによって、手術摘出率の向上や術後神経脱落症状の出現を回避するために活用されている。

## 研究対象
サルの脳を並行的に研究している機関もある。サルの脳は、ヒトのそれにある程度似ており、また倫理的に実験がしやすく、侵襲的手法を使った大胆な研究も可能である。そのような研究で得られた新たな発見をヒトの脳の研究に活用することもおこなわれている。

## 研究機関
日本においては日本大学医学部、東北大学医学部、 等々多くの大学の脳神経外科などで研究されている。

## 関連文献
- 中里信和「連載 脳腫瘍 発生要因から遺伝子治療まで(6) 脳の機能領野の確定とその手術への応用」『週刊医学界新聞』第2208号、医学書院、1996年9月。

## 関連放送番組
- 『人体のしくみ（5）～脳と知覚』、NHK、「映像科学館」シリーズ 、2006年放送
- 『Human Brain Mapping ～ 「脳機能」の地図を描く』、スカイパーフェクTV!、2003年制作
- 『ビジュアル版　新・脳と心の地形図 』リタ・カーター著、養老孟司監修、藤井留美訳、原書房、2012年

### 関連学会
- 日本ヒト脳機能マッピング学会
- 日本脳神経外科学会

### 学術誌
- Journal of Neurosurgery誌